# 小行星6175
小行星6175（6175 Cori）是一颗绕太阳运转的小行星，为主小行星带小行星。该小行星于1983年12月4日发现。

## 轨道参数
小行星6175的轨道半长轴为3.1913116 UA，离心率为0.207。